# Divă
Divă este numită o cântăreață sau actriță de succes, admirată de public.
Termenul, care derivă din cuvântul italian diva, forma de feminin a cuvântului divo, care înseamnă "divin", provenit și el din termenul în latină divus s-a folosit, inițial, pentru a desemna o cântăreață de operă, de o valoare deosebită. Ulterior, prin extensie, termenul a început să fie utilizat pentru alte femei admirate în mod deosebit, inclusiv pentru cântărețe de alte genuri de muzică sau pentru actrițe de succes.